# روی بیلینتن
روی بیلینتن (انگلیسی: Roy Billinton؛ زادهٔ ۱۴ سپتامبر ۱۹۳۵) دانشور کانادایی و استاد بازنشسته دانشگاه ساسکاچوان، ساسکاتون، ساسکاچوان، کاناداست.
در سال ۲۰۰۸، بیلینتن جایزه مؤسسه مهندسان برق و الکترونیک کانادا را به خاطر پژوهشش بر کاربرد مفاهیم قابلیت اطمینان در سیستم قدرت دریافت کرد. در سال ۲۰۰۷، بیلینتن به عنوان عضو خارجی آکادمی ملی مهندسی برگزیده شد.
او لیسانس، فوق لیسانس خود را از دانشگاه منیوبا، و و پی اچ دی خود را از دانشگاه ساسکاچوان دریافت کرد.